# Discontinuidad (geología)
Una discontinuidad geológica o geofísica es un área de separación detectable metrológicamente dentro de los cuerpos rocosos cercanos a la superficie o en regiones más profundas de la corteza terrestre y el manto. El nombre significa una interrupción dentro de la estructura uniforme (continuo) de una roca u otro sólido y fue acuñado por geofísicos. En las capas más profundas de la tierra, también pueden ocurrir discontinuidades en los fluidos plásticos.

## Geofísica
Las discontinuidades geofísicas incluyen las de la estructura interna de la Tierra. Sobre todo, hay zonas de discontinuidad en la estructura de la capa a gran escala del interior de la Tierra, que son causadas por fuertes cambios en las propiedades físicas como resultado de cambios en la composición química, la estructura mineralógica o el estado de agregación. La sismología o la sísmica aplicada pueden determinar discontinuidades a través de un cambio en la velocidad de propagación de las ondas sísmicas, que indican cambios en el módulo de elasticidad o la densidad de la roca. Algunas de estas interfaces también se pueden determinar mediante métodos gravimétricos; cuanto más precisas, más inclinadas son las interfaces de densidad. En 2003 se examinó la llanura de Panonia mediante gravimetría y desviaciones verticales y se determinó el perfil de profundidad exacto de la discontinuidad de Moho.

### Discontinuidades globales y regionales
Las discontinuidades, que son características de la estructura de todo el cuerpo terrestre, se denominan globales, mientras que los cambios limitados a pequeña escala en la estructura de la tierra se caracterizan por discontinuidades locales o regionales. Dado que los cambios subyacentes a menudo tienen lugar en un intervalo de profundidad mayor, la mayoría de las discontinuidades son, estrictamente hablando, áreas de transición. Las capas límite con un cambio abrupto en la velocidad sísmica se denominan discontinuidad de orden cero.

### Discontinuidades notables
Las discontinuidades más conocidas son, de arriba abajo:
- la discontinuidad de Conrad (límite corteza superior-corteza inferior)
- la discontinuidad de Mohorovičić o "superficie de Moho" (límite corteza-manto)
- la discontinuidad de Gutenberg (límite litosfera-astenosfera)
- la discontinuidad de Lehmann (también discontinuidad de 210 km) y
- la discontinuidad de Wiechert-Gutenberg (interfaz distintiva manto-núcleo).

Las discontinuidades adicionales causadas por las transformaciones de fase de los minerales del manto reciben el nombre de su profundidad promedio. Las transiciones de fase más importantes son las del olivino. Marcan la transición del manto superior al inferior (zona de transición del manto) y se ubican en 410, 520 y 660 km de profundidad.
Hay más discontinuidades, algunas de las cuales se observan regionalmente y a menudo son controvertidas.
- la discontinuidad de Hales (regional en el centro de EE. UU.)
- la discontinuidad X (posiblemente transformación de fase desconocida)
- la discontinuidad de 720 km (transformación de fase del granate)
- la discontinuidad de Repetti (causa poco clara)
- la discontinuidad de 1200 km (posiblemente Transformación de fase del cuarzo) así como
- la discontinuidad de 1700 km (posiblemente Transformación de fase de la wüstita).

## Geología
Para la geología, son de especial interés las interfases de diferentes materiales, que atraviesan cuerpos rocosos compactos o la estructura de una cordillera. Esto incluye áreas divisorias tectónicas de mayor extensión, como algunas fallas geológicas, que a veces pueden extenderse a lo largo de cientos de kilómetros y separar diferentes tipos de rocas, así como partes de zonas de rift donde el hundimiento ha puesto en contacto varias rocas, como en el Rift del Alto Rin. Los fenómenos locales como las fracturas de relés en zonas de fracturas geológicas o cuencas sedimentarias también pueden ser discontinuidades, pero no siempre se las denomina como tales. A pequeña escala, se deben mencionar las grietas llenas de roca extraña en rocas cercanas a la superficie, así como los límites visibles o medibles dentro de una estratificación o foliación.